# Chris Hipkins
Pour les articles homonymes, voir Hipkins.
Christopher John Hipkins, dit Chris Hipkins, né le 5 septembre 1978 à Wellington, est un homme politique néo-zélandais, chef du Parti travailliste et Premier ministre du 25 janvier au 27 novembre 2023.
Membre du Parti travailliste, il est membre de la Chambre des représentants à compter de 2008, et ministre de l'Éducation, des Services publics et Leader de la Chambre à compter du 26 octobre 2017 dans le gouvernement Ardern. Il est nommé ministre de la réponse au Covid-19 dans le pays en 2020 lors de l'apparition de la pandémie.

## Jeunesse, formation et vie privée
Christopher John Hipkins est né à Wellington, dans la Hutt Valley. Il fréquente l'école primaire de Waterloo et l'école intermédiaire Hutt. Il rejoint le Parti travailliste en 1996.
Hipkins a obtenu un baccalauréat avec spécialisation en politique et en criminologie à l'Université Victoria de Wellington. Après avoir obtenu son diplôme, il travaille notamment en tant que conseiller politique pour l'Industry Training Federation et de Trevor Mallard et Helen Clark au Parlement.
Marié à Jade Marie en 2020, ils ont eu ensemble deux enfants avant leur mariage. Ils se sont séparés en 2022.

## Parcours politique

### Membre de la Chambre des représentants
Chris Hipkins commence sa carrière politique lorsqu'il se présente en tant que candidat dans la circonscription de Remutaka lors des élections de 2008, à la suite du choix de Paul Swain de se retirer de la vie politique. Il est élu et nommé porte-parole chargé du Travail et des Affaires intérieures.
Hipkins est réélu lors des élections législatives de 2011, il devient whip du Parti travailliste, et devient porte-parole du groupe chargé des services de l'État et de l'Éducation.
Hipkins  est à nouveau réélu lors des élections législatives de 2014. En décembre 2015, il a été la cible de harcèlement et de menaces de mort pour avoir exprimé des inquiétudes sur la présence de panneaux publicitaires faisant la promotion d'armes à feu. Il est réélu membre de la Chambre des représentants lors des élections de 2020.

### Ministre dans le gouvernement Ardern
Chris Hipkins est réélu à l'issue des élections législatives de 2017, lors de la formation du gouvernement de Jacinda Ardern, soutenu par le parti Nouvelle-Zélande d'abord et Les Verts, il est nommé ministre de l'Éducation, des services publics et Leader de la Chambre le 26 octobre 2017. À la suite de la démission de David Clark en tant que ministre de la Santé le 2 juillet 2020, il est nommé ministre de la Santé par intérim jusqu'aux élections de 2020.
Réélu membre de la Chambre des représentants lors des élections de 2020, il est également nommé ministre de la réponse au Covid-19 à l'issue d'un remaniement à la suite de ces élections.

### Premier ministre

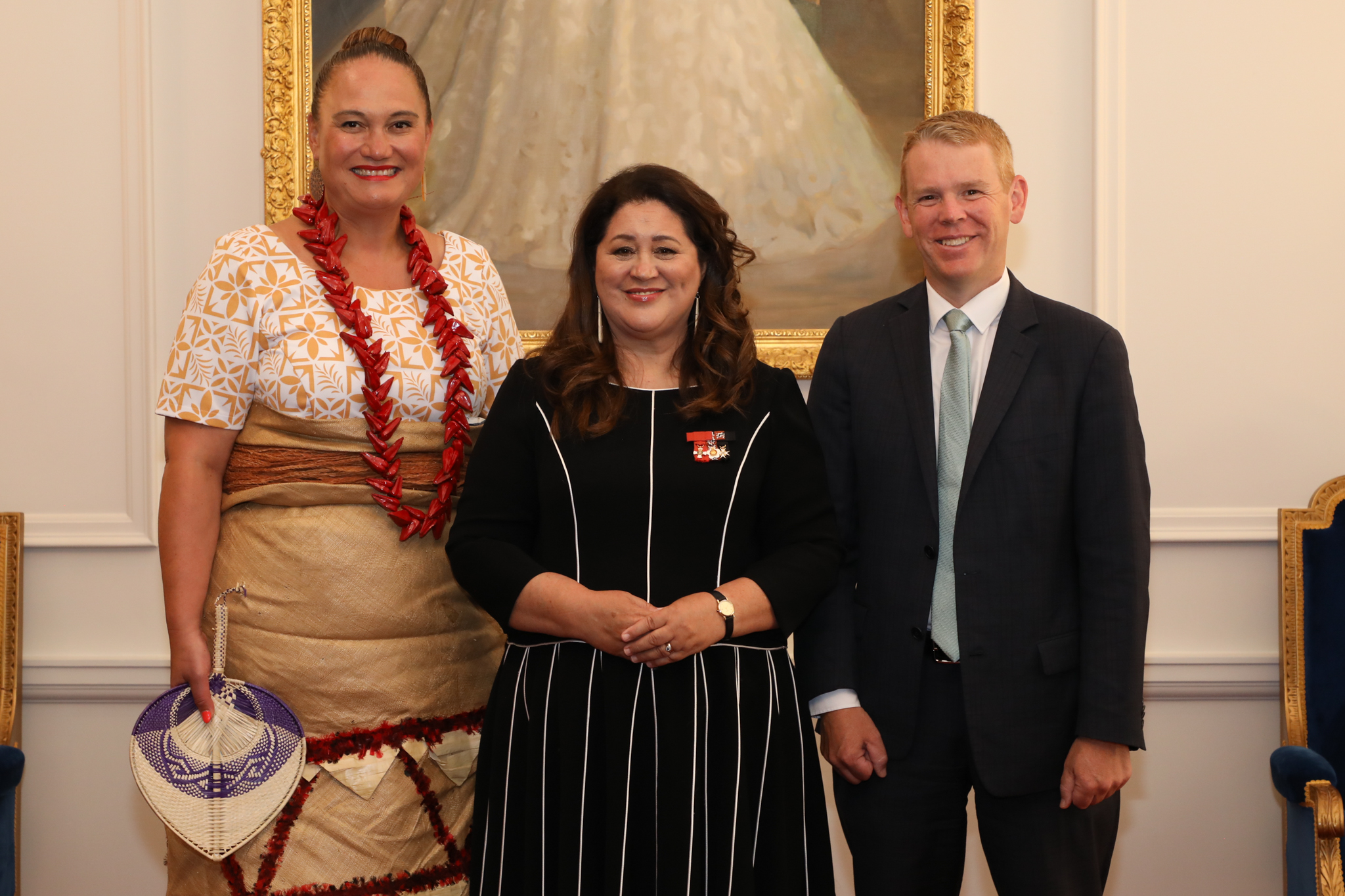
Carmel Sepuloni (vice-Première ministre), Cindy Kiro et Chris Hipkins après sa prestation de serment, le 25 janvier 2023.

Le vendredi 20 janvier 2023, Chris Hipkins est désigné par les députés du Parti travailliste pour remplacer Jacinda Ardern, démissionnaire, au poste de Premier ministre. Il est élu à la direction de son parti le 22 janvier et prend ses fonctions de Premier ministre le 25 janvier.
Le 27 janvier, il fait face à d'importantes inondations dans la région d'Auckland provoquées par des pluies diluviennes, causant la mort de 4 personnes. Par la suite, le cyclone tropical Gabrielle frappe l'Île du Nord du 12 au 16 février, provoquant la mort de 11 personnes et d'importants dégâts.
Avant le couronnement de Charles III, roi de Nouvelle-Zélande, du Royaume-Uni et des autres royaumes du Commonwealth, Chris Hipkins annonce qu'il ne fera pas pression pour que la Nouvelle-Zélande devienne une république pendant son mandat, bien que n'étant pas monarchiste lui-même, estimant que ce n'est pas « une priorité urgente à l'heure actuelle »,.

### Élections législatives de 2023 et chef de l'opposition
Le Parti travailliste perd les élections législatives d'octobre 2023 et Hipkins reconnait sa défaite. Le 27 novembre suivant, le conservateur 
Christopher Luxon lui succède à la tête du gouvernement et Hipkins devient le nouveau chef de l'opposition officielle.